# Sosso-Nakombo
Sosso-Nakombo är en subprefektur i Centralafrikanska republiken.   Den ligger i prefekturen Mambéré-Kadéï, i den sydvästra delen av landet, 300 km väster om huvudstaden Bangui.
I omgivningarna runt Sosso-Nakombo växer huvudsakligen savannskog. Runt Sosso-Nakombo är det mycket glesbefolkat, med 6 invånare per kvadratkilometer.